# Tropidia mindorensis
Tropidia mindorensis är en orkidéart som beskrevs av Oakes Ames. Tropidia mindorensis ingår i släktet Tropidia och familjen orkidéer. Inga underarter finns listade i Catalogue of Life.